# 11693 Grantelliott
A 11693 Grantelliott (ideiglenes jelöléssel 1998 FE69) a Naprendszer kisbolygóövében található aszteroida. A LINEAR projekt keretében fedezték fel 1998. március 20-án.